# Adam Gessler
Adam Gessler (ur. 12 września 1955 w Warszawie) – polski restaurator, firmujący swoim nazwiskiem sieć restauracji, początkowo aktor. Autor książki kulinarnej Smaki na 52 tygodnie (2011).

## Filmografia i programy telewizyjne
- 1977: Sprawa Gorgonowej jako Ołeś, więzień polityczny (nie występuje w napisach)
- 1977: Akcja pod Arsenałem jako Tytus
- 1978: Szpital przemienienia jako pacjent szpitala
- 2010: Śniadanie do łóżka jako właściciel restauracji
- 2010–2011: Wściekłe gary (TVP1) jako prowadzący[2]
- Kawa czy herbata? (TVP2)
- 2012: Euro według Gesslera jako prowadzący

## Rodzina
Jest synem Zbigniewa Gesslera, przedsiębiorcy i restauratora, oraz Wandy z domu Marciniak, malarki. Ma nieżyjącego już brata Piotra. 
Ma dwóch synów: Mateusza z pierwszą żoną, Joanną Roqueblave, i Adama Szczęsnego z drugą żoną, Joanną Sobieską-Gessler.

## Długi
Adam Gessler zajmuje pierwsze miejsce na liście dłużników warszawskiego Przedsiębiorstwa Gospodarki Mieszkaniowej (zarządcy miejskich lokali). Przyczyną zadłużenia było nieregulowanie czynszu za wynajem lokalu (m.in. Restauracja Krokodyl, Karczma Wojtkowice, Dom Restauracyjny Gessler) na Rynku Staromiejskim w latach 1992–2007. W 2003 r. ukarany grzywną za sprzedaż alkoholu bez zezwolenia, a w 2004 r. skazany przez sąd na zakaz prowadzenia działalności gospodarczej (wcześniej karany w zawieszeniu m.in. za składanie fałszywych zeznań, wprowadzanie notariusza w błąd i zabór mienia). W 2007 r. komornik przeprowadził eksmisję z zadłużonego lokalu i nadal prowadzi egzekucję długu (ok. 50 mln zł). Do listopada 2012 r. udało się odzyskać z zasądzonej kwoty tylko około 50 tys. złotych. W październiku 2013 r. komornik zlicytował dom dłużnika za kwotę 3,85 mln zł. Adam Gessler posiada również długi wobec innych podmiotów.